# Dębno Polskie
Dębno Polskie – wieś w Polsce położona w województwie wielkopolskim, w powiecie rawickim, w gminie Rawicz.
W okresie Wielkiego Księstwa Poznańskiego (1815-1848) miejscowość wzmiankowana jako Polskie Dębno należała do wsi większych w ówczesnym pruskim powiecie Kröben (krobskim) w rejencji poznańskiej. Polskie Dębno należało do okręgu sarnowskiego tego powiatu i stanowiło część majątku Sierakowo, którego właścicielem był wówczas (1846) von Motz. Według spisu urzędowego z 1837 roku Polskie Dębno liczyło 599 mieszkańców, którzy zamieszkiwali 103 dymy (domostwa).
W latach 1975–1998 miejscowość administracyjnie należała do województwa leszczyńskiego.
W miejscowości znajdują się:
- Kaplica rzymskokatolicka pw. Nawiedzenia N.M.P. przy parafii św. Andrzeja Boboli w Rawiczu
- zrujnowany, poewangelicki cmentarz
- Ośrodek zajęć pozalekcyjnych i oddział '0' (zerowy) przy Szkole Podstawowej nr 4 w Rawiczu
- Filia nr 1 Rawickiej Biblioteki Publicznej
- CT Dębno Polskie[4]